# Клаус Рудлофф
Клаус Рудлофф (нім. Klaus Rudloff; 24 січня 1916, Вільгельмсгафен — 6 лютого 1943, Атлантичний океан) — німецький офіцер-підводник, капітан-лейтенант крігсмаріне.

## Біографія
5 квітня 1935 року вступив на флот. З квітня 1940 року — командир торпедного катера KJELL. В липні-грудні 1940 року пройшов курс підводника. З 27 лютого 1941 року — 1-й вахтовий офіцер на підводному човні U-559. З листопада 1941 по лютий 1942 року пройшов курс підводника. З 12 лютого 1942 року — командир U-609, на якому здійснив 4 походи (разом 120 днів у морі). 6 лютого 1943 року U-609 був потоплений в Північній Атлантиці південно-східніше мису Фарвель (54°56′ пн. ш. 28°11′ зх. д.) глибинними бомбами французького корвета Лобелія. Всі 47 членів екіпажу загинули.
Всього за час бойових дій потопив 2 кораблі загальною водотоннажністю 10 288 тонн.
| Дата           | Назва корабля | Тип               | Тоннаж | Вантаж | Екіпаж | Загинули | Країна   | Конвой |
| -------------- | ------------- | ----------------- | ------ | --- | ------ | -------- | -------- | ------ |
| 31 серпня 1942 | Capira        | Торговий пароплав | 5,625  | Генеральні вантажі, включаючи вантажівки, трактори, сталеві листи, бульдозери і 250 мішків американської пошти | 54     | 5        | Панама   | SC-97  |
| 31 серпня 1942 | Bronxville    | Торговий теплохід | 4,663  | Генеральні вантажі, в тому числі 531 тонна вибухівки                                                           | 39     | 0        | Норвегія | SC-97  |

## Звання
- Кандидат в офіцери (5 квітня 1935)
- Морський кадет (25 вересня 1935)
- Фенріх-цур-зее (1 липня 1936)
- Оберфенріх-цур-зее (1 січня 1938)
- Лейтенант-цур-зее (1 квітня 1938)
- Оберлейтенант-цур-зее (1 жовтня 1939)
- Капітан-лейтенант (1 грудня 1942)

## Нагороди
- Медаль «За вислугу років у Вермахті» 4-го класу (4 роки)